# تراسکورا
تراسکورا (به ایتالیایی: Trasquera) یک کومونه در ایتالیا است که در استان وربانو-کوزیو-اوسولا واقع شده‌است. تراسکورا ۳۹٫۳ کیلومتر مربع مساحت و ۲۴۷ نفر جمعیت دارد و ۱٬۱۰۰ متر بالاتر از سطح دریا واقع شده‌است.